# Гусиный лук Федченко
Гусиный лук Федченко (лат. Gagea fedtschenkoana) — вид травянистых растений рода Гусиный лук (Gagea) семейства Лилейные (Liliaceae).
Вид назван в честь российского ботаника Бориса Алексеевича Федченко.

## Ботаническое описание
Многолетние травянистые растения. Луковица одиночная, яйцевидная или шаровидно-яйцевидная, 10—18 мм длиной, одетая жёсткими серовато-бурыми или коричневато-бурыми, разрывающимися на крупные участки чешуями. Стебель гладкий, 2—15 см высотой и 1—1,5 мм толщиной. Прикорневой лист один, равный или в 2—4 раза длиннее стебля, линейный, более или менее дугообразно изогнутый, 2—5 мм шириной, более или менее вдоль сложенный, снизу закруглённо-выпуклый или слегка килевидный, иногда почти плоский, на верхушке довольно быстро суженный в очень короткое остроконечие 1—4 мм длиной, на кончике хрящевато притуплённый. Прицветные листья в числе двух, супротивные или незначительно отставленные один от другого вследствие некоторого развития нижнего междоузлия общего цветоноса; из них нижний со стеблеобъемлющим основанием, линейно-ланцетовидный, по краям более или менее реснитчатый, реже гладкий, быстро или постепенно заострённый, вдоль сложенный или плоский, короче или немного длиннее соцветия, 1—4 см длиной и 2—6 мм шириной, на верхушке, обычно стянутый в короткое хрящевато-притуплённое остроконечие, верхний прицветный лист более короткий и узкий.
Соцветие зонтиковидное, реже с очень коротким (до 3 мм длиной) междоузлием, 2—9-цветковое. Цветоножки гладкие, крепкие, без прицветников (хотя на сильных экземплярах они иногда бывают), равные цветкам или в 1,5—2 раза длиннее, редко короче их, более или менее отклонённые, иногда слегка поникающие. Листочки околоцветника продолговато-эллиптические или почти ланцетовидные, к основанию более или менее суженные, на верхушке туповатые, 6—19 мм длиной и 1,5—4 мм шириной, внутри золотисто-жёлтые или беловато-жёлтые, снаружи коричневато-красные, черновато-коричневые или иногда зеленоватые. Тычинки на ½—⅓ короче листочков околоцветника. Пестик почти равен тычинкам или немного длиннее их, почти равный или в два раза длиннее овальной завязи. Рыльце головчатое. Не вполне зрелая коробочка трёхгранно-обратно-яйцевидная, равная ½ длины листочков околоцветника.

## Распространение и экология
Сибирь и Центральная Азия. Встречается на травянистых и каменистых степных склонах, по песчаным борам, по окраине боров, в степях и на залежах.